# 谷津遊園地駅
谷津遊園地駅（やつゆうえんちえき）は、かつて千葉県千葉郡津田沼町（現・習志野市）谷津にあった京成電気軌道（現・京成電鉄）谷津支線の駅（廃駅）である。

## 歴史
当駅は谷津支線の終点駅であった。

### 年表
- 1927年（昭和2年）8月21日：開業。
- 1934年（昭和9年）6月22日：谷津支線の廃止に伴い廃止[1]。

## 駅構造
頭端式ホーム1面2線の地上駅で、ホームから駅本屋を通り抜けると谷津遊園の入口という構造だった。当初は押上方に引き上げ線が2線設けられていた。谷津支線が単線化された際には、1面2線のままで引き上げ線が無くなったとされている。

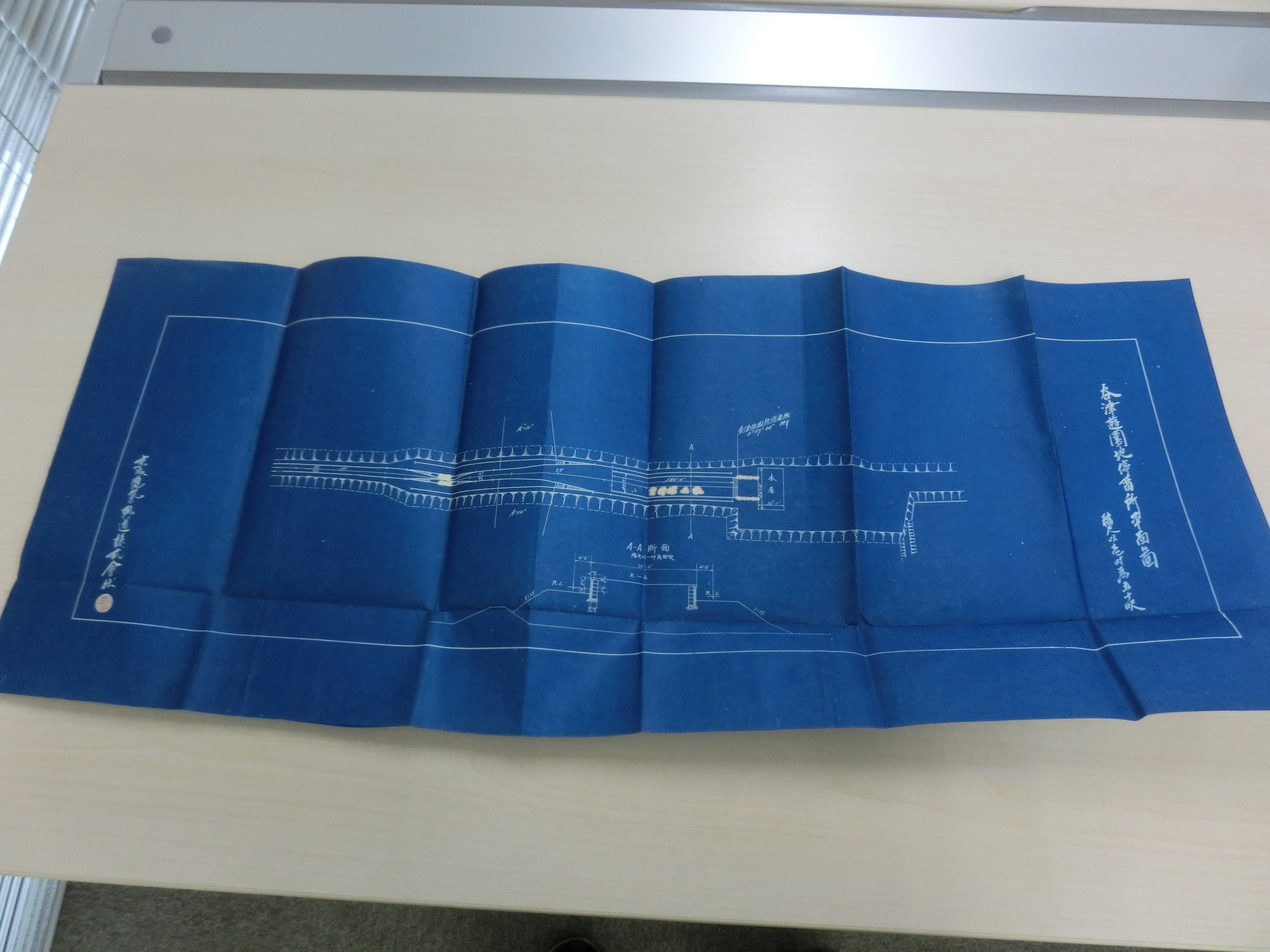
谷津遊園地駅平面図（国立公文書館所蔵資料）

## 駅周辺
- 谷津遊園（現・谷津バラ園、谷津公園、都市再生機構谷津パークタウン）
- 習志野市立谷津南小学校
- 谷津南保育所
- ミートショップハローマザーズ
- セントラルフィットネスクラブ谷津（ラボ・トレーニングセンター）

## 隣の駅
京成電気軌道
谷津支線
京成花輪駅 - 谷津遊園地駅